# موشيه مونتيفيوري
البارونة الأولى ،السير موسى حاييم مونتيفيوري ،  ز.ج.م ثري ومالي بريطاني يهـودي، زعيم الجماعة اليهودية في إنجلترا، ومن كبار المدافعين عن الحقوق المدنية لليهود في إنجلترا والعالم. وُلد في بريطانيا لأسرة إنجليزية ذات أصول إيطالية سفاردية استقرت في إنجلترا في القرن الثامن عشر. وبدأ عمله كسمسار في بورصة لندن حيث حقق ثراءً سريعاً. وقد ارتبط بعائلة روتشيلد المالية الثرية من خلال المصاهرة، الأمر الذي ساعده في مجال أعماله. وقد كان مونتفيوري من أوائل المشاركين في تأسيس البنوك الصناعية بالتعاون مع المؤسسة الإنجليزية ـ الأمريكية العاملة في مجال الماس والمال والتي اشترك في تأسيسها إرنست أوبنهايمر اليهودي الثري رجل الصناعة والمال في جنوب أفريقيا. وقد حقق مونتفيوري ثروة طائلة من خلال أعماله، وهو ما مكَّنه من اعتزال العمل عام 1824. وقد كان مونتفيوري ثاني يهودي يتولى منصب عمدة لندن وأول يهودي يحصل على لقب «سير».
وقد كرَّس مونتفيوري جهوده بعد ذلك للقضايا المرتبطة بأوضاع الجماعات اليهودية في شرق أوروبا والعالم الإسلامي، وزار فلسطين سبع مرات، وقدم لمحمد علي باشا عام 1838 خطة لتوطين اليهود في فلسطين تتضمن توفير وضع متميِّز لليهود وقدر كبير من الاستقلال الذاتي وتنمية المشاريع الزراعية والصناعية في فلسطين حتى يحقق اليهود الاعتماد على الذات. وفي المقابل، اقترح مونتفيوري تأسيس البنوك في المدن الرئيسية في المنطقة لتقدِّم التسهيلات الائتمانية للمنطقة بأكملها. وقد ساهم مونتفيوري في تأسيس بعض المستوطنات الزراعية في الجليل ويافا، وأسَّس أول حي يهودي خارج أسوار مدينة القدس القديمة، كما أسس بعض المشاريع الصناعية. وقد التقى بمحمد علي مرة أخرى في القاهرة عام 1840 لبحث قضية دمشق، إلا أن مشاريعه في فلسطين تعثرت بعد خروج محمد علي من فلسطين تحت ضغط القوى العظمى في تلك الفترة. ومع ذلك، نجح في إقناع السلطان العثماني بمنح الامتيازات التي كان يتمتع بها الأجانب لليهود في جميع أرجاء الإمبراطورية العثمانية، وهو ما ساهم بدون شك في تحويلهم إلى عنصر أجنبي منبتّ الصلة بالمنطقة وذي قابلية خاصة للتحول إلى جماعة وظيفية استيطانية .
في عام 1855، اشترى موشيه مونتيفيوري من الحاخام يهودا مراغوزا قطعة أرض مساحتها 103 دونم على ضفاف وادي المصرارة، شمال شرق يافا عند جبل الأمل، وأطلق عليه اسمه (برديس مونتيفيوري). يقع الآن حي مونتيفيوري في تل أبيب هناك.
وقد اهتم مونتفيوري أيضاً بأوضاع الجماعات اليهودية في شرق أوروبا، فزار روسيا عامي 1846 و1872 لبحث حالتهم مع الحكومة القيصرية، كما زار المـغرب عـام 1863 ورومانيا عام 1867 للغرض نفسه.
وقد اكسبته جهوده لصالح الجماعات اليهودية، ومهاراته وحنكته الدبلوماسية، وقدرته على الوصول إلى الحكام المناسبين، مكانة واحتراماً كبيراً، خصوصاً لدى الحكومة البريطانية حيث كان كثير من نشاطاته متفقة مع السياسات الاستعمارية البريطانية. وكان تأييده للاستيطان اليهودي في فلسطين، شأنه شأن معظم الأثرياء اليهود المندمجين في الغرب، يهدف إلى تحويل تيار الهجرة المتدفق من شرق أوروبا على غربها بعيداً عنها، لأن هذا التيار كان يهدد وضعه الطبقي والحضاري في إنجلترا. ولذلك، كان من أهم اهتماماته تحويل اليهود إلى قطاع اقتصادي منتج، عن طريق رَبْطهم بالأرض ومهنة الزراعة وإنشاء المستوطنات الزراعية وإدخال العلوم العصرية في المدارس اليهودية في شرق أوروبا.
وقد واصل ابن أخته يوسف سيباج مونتفيوري 1822 ـ 1903 نشـاط خاله في فلسـطين، وتولَّى منصب نائب رئيـس حركة أحباء صهيون. وقد أُعيد دفن جثمان مونتفيوري وزوجته في إسرائيل عام 1973

## روابط خارجية
- موسى مونتيفيوري على موقع الموسوعة البريطانية (الإنجليزية)